# Siphocampylus tillettii
Siphocampylus tillettii là loài thực vật có hoa trong họ Hoa chuông. Loài này được Steyerm. miêu tả khoa học đầu tiên năm 1978.